# Epactiochernes tristis
Epactiochernes tristis är en spindeldjursart som först beskrevs av Banks 1891.  Epactiochernes tristis ingår i släktet Epactiochernes och familjen blindklokrypare. Inga underarter finns listade i Catalogue of Life.